# David Škoch
David Škoch (Brandýs nad Labem-Stará Boleslav, 6 novembre 1976) è un ex tennista ceco.

## Carriera
A livello giovanile si fa notare per la vittoria del singolare durante Wimbledon 1992.
Tra i professionisti ottiene i migliori risultati nel doppio, in questa specialità ha vinto cinque titoli.
La superficie su cui rende meglio è la terra, ha infatti raggiunto nove finali vincendone quattro.

## Statistiche

### Doppio

#### Vittorie (5)
| Numero | Data             | Torneo                                       | Superficie  | Compagno              | Avversari in finale                  | Punteggio           |
| 1.     | 12 luglio 2004   | Dutch Open, Amersfoort                       | Terra rossa | Jaroslav Levinský     | José Acasuso Luis Horna              | 6–0, 2–6, 7–5       |
| 2.     | 10 aprile 2006   | Open de Tenis Comunidad Valenciana, Valencia | Terra rossa | Tomáš Zíb             | Lukáš Dlouhý Pavel Vízner            | 6–4, 6–3            |
| 3.     | 24 luglio 2006   | Croatia Open Umag, Umago                     | Terra rossa | Jaroslav Levinský     | Guillermo García López Albert Portas | 6–4, 6–4            |
| 4.     | 23 aprile 2007   | Grand Prix Hassan II, Casablanca             | Terra rossa | Jordan Kerr           | Łukasz Kubot Oliver Marach           | 7–6(4), 1–6, [10–4] |
| 5.     | 31 dicembre 2007 | Qatar Open ATP, Doha                         | Cemento     | Philipp Kohlschreiber | Jeff Coetzee Wesley Moodie           | 6–4, 4–6, [11–9]    |